# NGC 6193
NGC 6193 (aussi connu sous le nom de Caldwell 82) est un très jeune amas ouvert situé dans la constellation de l'Autel. Il a été découvert par l'astronome écossais James Dunlop en 1826.
Selon la classification des amas ouverts de Robert Trumpler, cet amas renferme moins de 50 étoiles (lettre p) dont la concentration est moyenne (II) et dont les magnitudes se répartissent sur un grand intervalle (le chiffre 3).

## Observation
Avec une magnitude visuelle de 5,2, l'amas est visible à l'œil nu depuis un endroit sombre et sans pollution lumineuse. Mais en d'autres endroits, on peut l'observer aisément avec de petites jumelles.

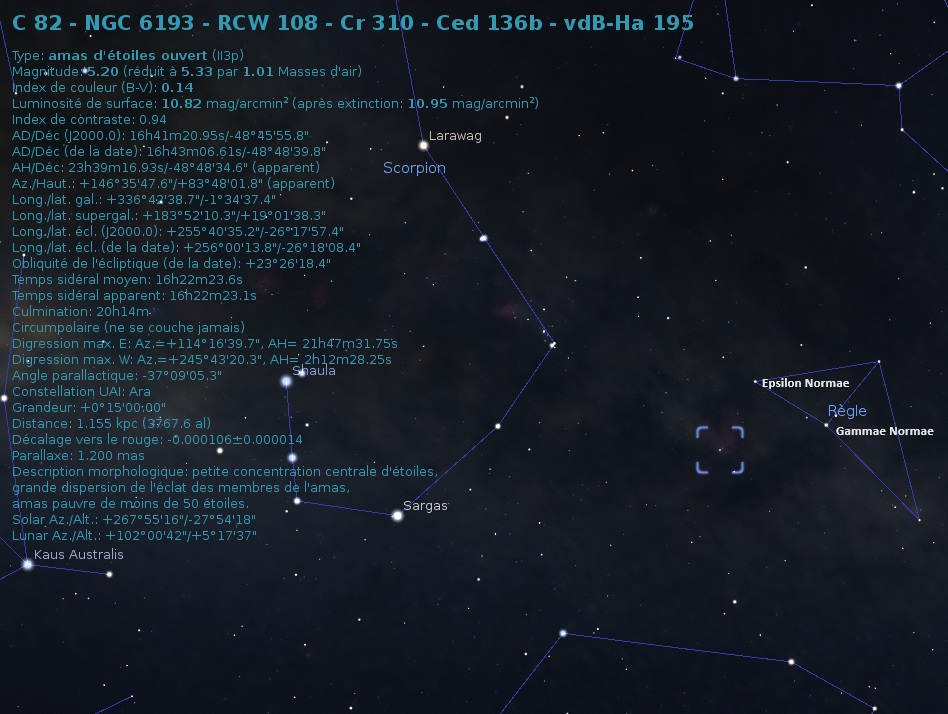
Localisation de NGC 6193 dans la constellation de l'Autel. (Stellarium)

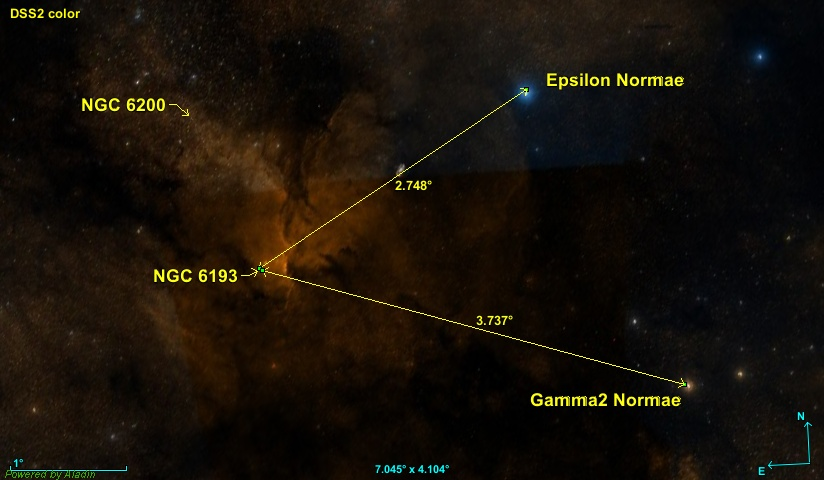
Position de NGC 6193 par rapport à deux étoiles de la constellation de la Règle.

NGC 6193 est situé à environ 2,7 degrés au sud-est de l'étoile Epsilon Normae (en) et à 3,7 degrés au nord-est de Gamma2 Normae.

## Caractéristiques

### Distance, taille et vitesse
La parallaxe moyenne des étoiles de l'amas a été obtenue des mesures effectuées par le satellite Gaia. Cinq valeurs différentes publiées dans de récents articles (2018 à 2021) sont indiquées sur la base de données Simbad : 0,823 ± 0,046 mas, 0,837 ± 0,061 mas, 0,803 ± 0,094 mas, 0,812 ± 0,096 mas, et 0,812 ± 0,005 mas. La valeur moyenne de la parallaxe est égale à 0,817 4 ± 0,060 4 mas, ce qui correspond à une distance de 1 223 +98
−84 pc.
La taille apparente de l'amas est de 14′,, ce qui, compte tenu de la distance de 1 223 +98
−84 pc, et grâce à un calcul simple, équivaut à une taille réelle 16,2 +1,3
−1,1 al.
La base de données Simbad indique six valeurs de la vitesse l'amas: −76,33 ± 25,88 km/s, −14,539 ± 3,86 km/s, −40,00 ± 3,64 km/s, −64,534 ± 1,302 km/s, −15,51 ± 4,95 km/s et −40,0 ± 8,8 km/s. La moyenne et l'écart-type ces valeurs sont de 41,8 ± 25,1 km/s.

### Métallicité
Simbad rapporte une seule valeur de la métallicité, soit +0,139. Selon cette valeur, le pourcentage d'éléments lourds (plus lourd que l'hydrogène et l'hélium) de cet amas est de 138% (10+0,139) de celui du Soleil.

### Âge
Webda et Lynga indiquent un âge de 6 millions d'années (log10=6,775 = 106,775),.

## Les étoiles de NGC 6193

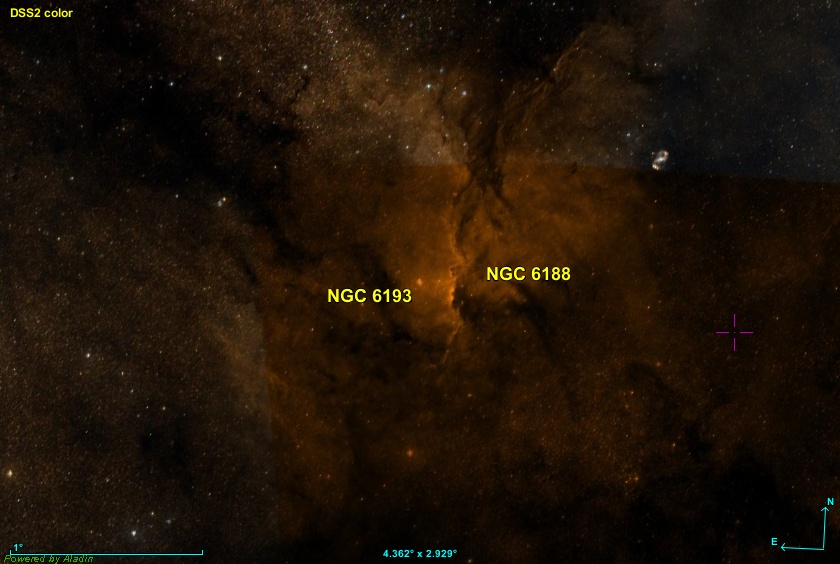
NGC 6193 et la nébuleuse NGC 6188.

NGC 6193 est au cœur de la nébuleuse en émission NGC 6188 et au centre de l'Association OB1 Ara,. On trouve 27 étoiles dans le champ de vision de l'amas, dont l'une est à peine visible à l'œil nu depuis un endroit sombre, HD 150136. On peut accéder aux propriétés de ces étoiles en utilisant sur la base de données Simbad la requête de recherche NGC 6193 NUM, où NUM est un nombre allant de 1 à 27.
Des 27 étoiles dans le champ de vision de l'amas, 24 sont probablement membres de celui-ci, car leurs distances et leurs mouvements propres sont semblables. Selon les données de Simbad, la distance moyenne de ces 24 étoiles est de 1 198 ± 78 pc (∼3 910 al). Leurs mouvements propres moyens en ascension droite et en déclinaison sont respectivement égaux à 1,246 ± 0,406 mas et −4,033 ± 0,319 mas.
Deux systèmes d'étoiles multiples (HD 150135 et HD 150136) de classe O occupent le centre de l'amas à moins de 10" l'un de l'autre et dominent NGC 6193. Ces deux systèmes sont la source d'énergie de la nébuleuse,. L'amas renferme 18 jeunes étoiles de classe B ou OB de magnitude apparente variant de 8,4 à 11,4.
| Num # | Nom         | α                | δ                 | type               | P (mas)         | d (pc)     | μα* (mas/an) | μδ* (mas/an) | mV    | Rem      |
| ----- | ----------- | ---------------- | ----------------- | ------------------ | --------------- | ---------- | ------------ | ------------ | ----- | -------- |
| #3    | CD-48 11074 | 16h 41m 28.8572s | -48° 47′ 47.7022″ |                    | 4,1603 ± 0,0516 | 240 ± 3    | -0,765       | 2,238        | 9,03  | Nm       |
| #25   | CD-48 11086 | 16h 41m 54.8205s | -48° 45′ 22.7662″ | B7                 | 2,3491 ± 0,4782 | 426 ± 87   | 1,666        | -6,912       | 10,36 | Nm       |
| #9    | NGC 6193 9  | 16h 41m 24.4005s | -48° 45′ 52.5418″ |                    | 1,1453 ± 0,0511 | 873 ± 39   | 1,667        | -3,904       | 12,27 | Nm       |
| #26   | CD-48 11088 | 16h 42m 00.4658s | -48° 42′ 32.4935″ | B7                 | 0,9508 ± 0,0243 | 1052 ± 27  | 1,481        | -3,979       | 9,99  | Bin/spec |
| #5    | CD-48 11077 | 16h 41m 34.8085s | -48° 46′ 24.1528″ | B3V                | 0,8963 ± 0,0519 | 1116 ± 65  | 1,431        | -4,153       | 10,28 | Bin/spec |
| #24   | CD-48 11082 | 16h 41m 46.3058s | -48° 47′ 41.4812″ | B2IV               | 0,89 ± 0,0206   | 1124 ± 26  | 1,373        | -3,994       | 10,40 |          |
| #23   | CD-48 11076 | 16h 41m 33.0722s | -48° 33′ 59.6323″ | B1IV               | 0,8789 ± 0,0182 | 1138 ± 24  | 1,021        | -4,044       | 10,29 |          |
| #19   | HD 150041   | 16h 40m 44.5831s | -48° 45′ 22.2091″ | B0II               | 0,8719 ± 0,0293 | 1147 ± 39  | 1,348        | -3,945       | 7,07  |          |
| #15   | CD-48 11039 | 16h 40m 00.0882s | -48° 46′ 58.3713″ | B3V                | 0,8687 ± 0,0188 | 1151 ± 25  | 0,399        | -5,121       | 10,92 |          |
| #16   | CD-48 11046 | 16h 41m 20.4156s | -48° 45′ 46.7305″ | B2.5V              | 0,8656 ± 0,0161 | 1155 ± 21  | 1,110        | -4,264       | 10,87 |          |
| #14   | NGC 6193 14 | 16h 41m 17.8197s | -48° 47′ 05.5585″ |                    | 0,865 ± 0,0201  | 1156 ± 27  | 1,045        | -4,404       | 13,97 |          |
| #27   | CD-48 11090 | 16h 42m 05.6900s | -48° 42′ 56.7632″ | B8                 | 0,8616 ± 0,0233 | 1161 ± 31  | 1,727        | -3,917       | 10,55 |          |
| #12   | NGC 6193 12 | 16h 41m 31.6712s | -48° 46′ 43.5190″ |                    | 0,8593 ± 0,0199 | 1164 ± 27  | 0,580        | -3,395       | 12,62 |          |
| #6    | CD-48 11075 | 16h 41m 33.2047s | -48° 45′ 06.6349″ | B2V                | 0,8582 ± 0,0252 | 1165 ± 34  | 1,726        | -3,700       | 10,07 |          |
| #18   | CD-48 11060 | 16h 40m 52.8850s | -48° 48′ 50.0707″ | B3:V:              | 0,8485 ± 0,0184 | 1179 ± 26  | 1,172        | -3,994       | 10,69 | Bin/spec |
| #17   | CD-48 11051 | 16h 40m 33.8980s | -48° 53′ 16.1384″ | OB:                | 0,8445 ± 0,0166 | 1184 ± 23  | 1,017        | -4,076       | 10,35 |          |
| #7    | CD-48 11071 | 16h 41m 25.8576s | -48° 45′ 14.2652″ | B0V                | 0,8375 ± 0,0259 | 1194 ± 37  | 1,465        | -3,849       | 8,44  | Bin/spec |
| #22   | NGC 6193 22 | 16h 41m 08.4762s | -48° 52′ 21.6377″ | B7                 | 0,8282 ± 0,0231 | 1207 ± 34  | 1,139        | -4,017       | 11,03 |          |
| #8    | CD-48 11069 | 16h 41m 22.0941s | -48° 44′ 56.9926″ | B0IV               | 0,8211 ± 0,0214 | 1218 ± 32  | 1,180        | -4,190       | 9,71  |          |
| #13   | NGC 6193 13 | 16h 41m 28.5218s | -48° 46′ 22.2613″ |                    | 0,8211 ± 0,0263 | 1218 ± 39  | 1,290        | -3,886       | 14,75 |          |
| #20   | CD-48 11061 | 16h 40m 53.2588s | -48° 45′ 35.2229″ | B7                 | 0,8049 ± 0,0241 | 1242 ± 37  | 1,070        | -3,979       | 11,21 |          |
| #11   | NGC 6193 11 | 16h 41m 18.8635s | -48° 44′ 33.0473″ |                    | 0,8045 ± 0,0195 | 1243 ± 30  | 1,412        | -3,757       | 12,57 | Et Var   |
| #10   | NGC 6193 10 | 16h 41m 24.0385s | -48° 46′ 17.4722″ |                    | 0,8041 ± 0,0213 | 1244 ± 33  | 1,219        | -3,904       | 12,29 |          |
| #4    | CD-48 11080 | 16h 41m 36.3114s | -48° 47′ 14.9383″ | B1.5IV             | 0,7953 ± 0,0218 | 1257 ± 34  | 1,180        | -3,801       | 10,10 |          |
| #2    | HD 150135   | 16h 41m 19.4443s | -48° 45′ 47.5688″ | O6.5V((f))z        | 0,7761 ± 0,0245 | 1288 ± 41  | 0,891        | -3,834       | 6,88  |          |
| #21   | CD-48 11062 | 16h 40m 02.4938s | -48° 53′ 49.6435″ | B7                 | 0,7653 ± 0,0313 | 1307 ± 53  | 1,119        | -4,275       | 11,37 |          |
| #1    | HD 150136   | 16h 41m 20.4156s | -48° 45′ 46.7305″ | O3.5-4III(f*)+O6IV | 0,6934 ± 0,0484 | 1442 ± 101 | 2,514        | -4,309       | 5,65  | Bin/spec |

- Nm = Non membre
- Bin/spec = Binaire spectroscopique
- Et Var = Étoile variable

Simbad montre aussi un bouton nommé Children. En cliquant sur ce bouton, on atteint une section de cette base de données qui renferme un tableau contenant 490 entrées pour NGC 6193. Cependant, des étoiles (les Children) peuvent apparaître plusieurs fois dans la deuxième colonne du tableau, d'où le nombre de liens bibliographiques qui est supérieure au nombre d'étoiles. La quatrième colonne de ce tableau indique la probabilité que l'étoile appartienne à l'amas. En cliquant sur le titre de cette colonne, on peut classer la probabilité par ordre croissant ou décroissant. En cliquant sur la désignation de l'étoile, on atteint la page de Simbad qui résume ses propriétés.

## Galerie

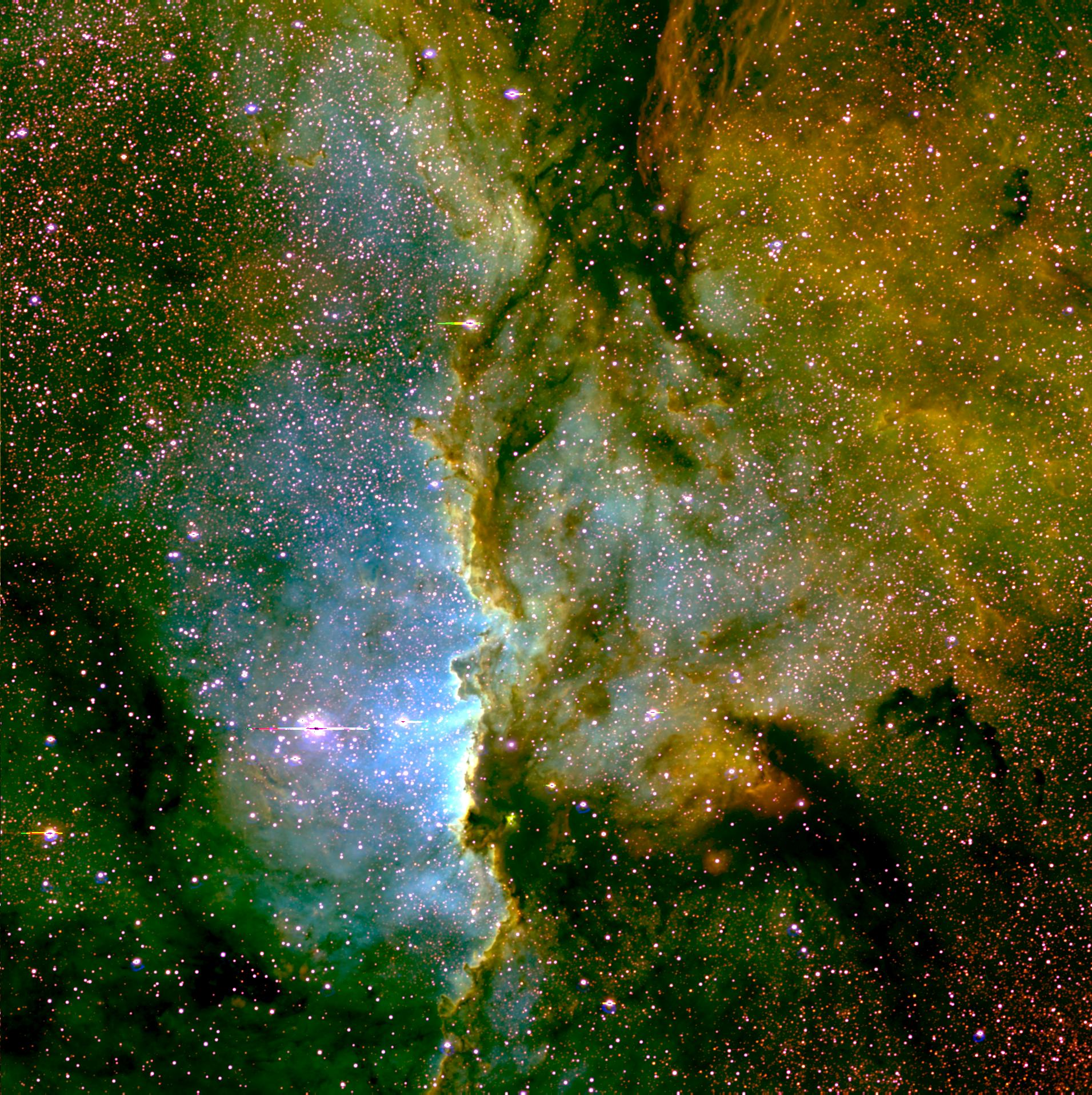
NGC 6188 et l'amas NGC 6193 (Observatoire interaméricain du Cerro Tololo).
Gros plan de l'amas NGC 6193 par le Très Grand Télescope de l'Observatoire du Cerro Paranal.